# Isabel Viudes
Isabel Josefa Viudes de Damonte (sinh ngày 11 tháng 5 năm 1944, tại Corrientes) là cựu Thượng nghị sĩ người Argentina cho tỉnh Corrientes. Một cựu Peronist, bà là một thành viên của Đảng mới Corrientes (PANU), nhưng đã bị trục xuất vào năm 2009 do sự hỗ trợ của bà cho Chính phủ quốc gia Argentina trong vấn đề tăng thuế trang trại.
 Viudes có trình độ như một giáo viên sau đó tốt nghiệp với tư cách là luật sư của Đại học Quốc gia Littoral. Bà là một thẩm phán tại các tòa án cấp tỉnh.
Bà là một Peronist cho đến năm 1997, Viudes từng là một ủy viên hội đồng thành phố Corrientes từ năm 1988 đến năm 1991. Bà tham gia cải cách hiến pháp của tỉnh Corrientes năm 1993 và cải cách hiến pháp quốc gia năm 1994. Bà là phó tỉnh từ năm 1993 và trở thành thượng nghị sĩ tỉnh 1997 - 1999 sau khi gia nhập Đảng mới. Bà lần đầu tiên được bầu vào Thượng viện vào năm 2001 nhưng đã từ chức chỉ sau hai ngày mà không thề, ủng hộ dự trữ của bà, cựu thống đốc Raúl Romero Feris. Bà được bổ nhiệm làm Thượng viện vào năm 2006 khi từ chức của Romero Feris, người đã không thể giữ chức vụ của mình do các thủ tục tố tụng tòa án đang diễn ra, đã được bầu vào quyền riêng của ông vào năm 2003.
Trong Thượng viện, Viudes đã bỏ phiếu cho Nghị quyết 125 gây tranh cãi đã leo thang cuộc xung đột của chính phủ Argentina năm 2008 với ngành nông nghiệp. Mặc dù phong trào này đã bị đánh bại trong cuộc bỏ phiếu của Phó Tổng thống Julio Cobos, Viudes đã bị Đảng mới trục xuất và duy trì sự phản đối chính phủ quốc gia. Vào tháng 2 năm 2009, người ta biết rằng cô sẽ tham gia vào Mặt trận cầm quyền cho nhóm nghị viện chiến thắng ở Thượng viện và có suy đoán rằng bà sẽ gia nhập Đảng chính trị. Năm 2009, bà được bổ nhiệm làm Chủ tịch Ủy ban An ninh Nội địa, thay thế Sonia Escudero. Thời hạn của bà đã hết hạn vào ngày 10 tháng 12 năm 2009.